# Zelenogorsk (San Pietroburgo)
Zelenogorsk (in russo Зеленогорск?; fino al 1948 si chiamava Terijoki) è una città della Russia, dell'oblast' di Leningrado. È una formazione municipale intraurbana all'interno del distretto Kurortnyj della città federale di San Pietroburgo.
La città si estende per 13 km lungo la costa settentrionale della baia della Neva (Golfo di Finlandia), a nord-ovest del centro di San Pietroburgo.